# Marketing nhúng

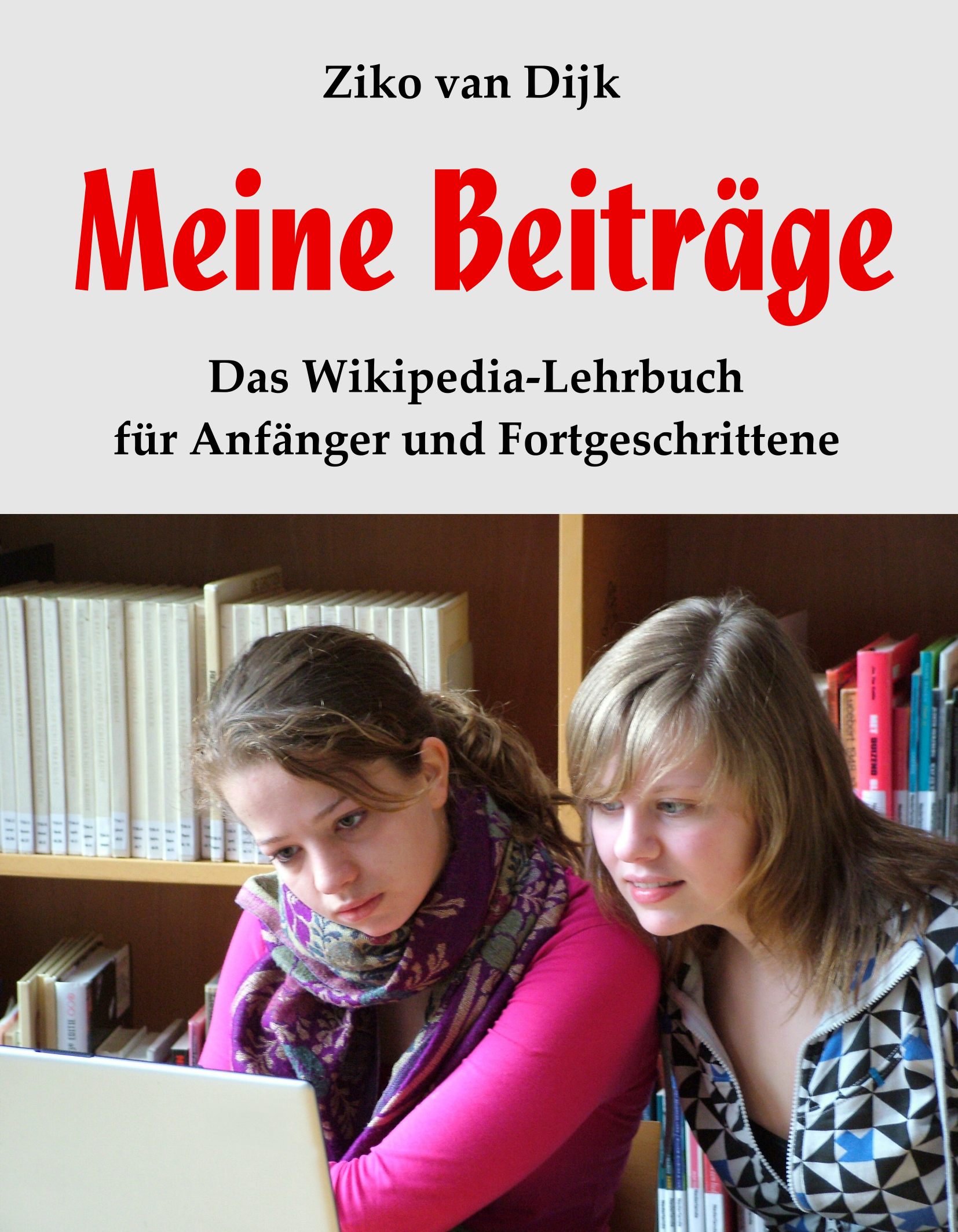
WPLcover

Marketing nhúng (quảng cáo nhúng), hay còn gọi là định vị sản phẩm hay đặt sản phẩm trong phim là một phần trong PR (Public Relations), nói về việc đặt các sản phẩm một cách khéo léo vào trong phim (một hình thức của quảng cáo) hoặc cho nhân vật sử dụng sản phẩm thường xuyên để tạo xu hướng.
Đặt sản phẩm trong phim được dịch từ thuật ngữ "Product Placement" trong tiếng Anh. Đây là một lĩnh vực đã phát triển lâu đời ở các nước tiên tiến, nhưng vẫn còn là một mảng khá mới ở Việt Nam, chưa có nhiều hãng phim hoặc sản phẩm được khai thác trên phim truyền hình. Đây là một hình thức quảng cáo mới vì sản phẩm được lồng ghép như là đạo cụ hoặc địa điểm trong phim, không hề giống TVC (quảng cáo truyền hình).

## Lợi ích
1. Tính hiệu quả: thời lượng tương tác với khán giả xem truyền hình nhiều
2. Trói buộc người xem: sản phẩm là một phần của phim (như đạo cụ, dù muốn hay không, khán giả vẫn phải tiếp nhận thông điệp).
3. Ít tốn kém: so với các spot quảng cáo trên TV thì chi phí cho "Đặt sản phẩm trong phim" vẫn thấp hơn nhiều.
4. Dễ được chấp nhận: vì phim rất gần gũi với đời sống con người nên sản phẩm dễ được chấp nhận hơn
5. Tăng lòng trung thành: Nếu sử dụng đúng người quảng cáo cho sản phẩm trong phim, phần lớn số lượng người hâm mộ diễn viên đó sẽ sử dụng sản phẩm theo thần tượng của mình
6. Tạo xu hướng: nhất là về lĩnh vực thời trang, "Đặt sản phẩm trong phim" có thể làm dấy lên phong trào mới, có thể dễ thấy ở các phim Hàn Quốc.

## Quy trình
Thông thường việc "Đặt sản phẩm trong phim" là do thỏa thuận giữa nhà sản xuất phim và bên cung ứng sản phẩm. Tuy nhiên, các bước cần thiết vẫn là:
1. Xác định về mục tiêu, đối tượng truyền thông, kênh quảng cáo, các thể loại phim phù hợp
2. Thỏa thuận với hãng phim về thời lượng và giá cả
3. Viết kịch bản chuyển cảnh từ kịch bản gốc
4. Thông qua với nhà sản xuất phim và đạo diễn
5. Thực hiện cảnh quay đã chuyển thể
6. Kiểm tra và theo dõi khi phim được trình chiếu